# Петар Петровић (потпуковник)
Петар Петровић (Врточе, код Петровца, 1909 — Нови Сад) био је учесник Народноослободилачке борбе, потпуковник ЈНА и носилац Партизанске споменице.

## Биографија
Петар Петровић је рођен 1909. године у Врточу (заселак Главица), код Петровца, од оца Миле Мигалице и мајке Ђурђије Сурла Седмак из Врточа. Потиче из земљорадничке породице. Петар је одрастао у вишечланој породици, са оцем, мајком, три брата и четири сестре. Брат од стрица Милан, такође је био првоборац. Петар је прије рата био земљорадник. Војни рок је служио као нишанџија у артиљерији. Оженио је Марту Радановић Цвијетић из Врточа и са њом добио синове Душана и Чеду и ћерку Миру.
По окупацији Југославије, укључио се у припреме оружаног устанка 27. јула 1941. Учествовао је у устаничким и герилским акцијама, са карабином којег се домогао у борбама. Рат је провео као припадник Треће крајишке бригаде.
Члан КПЈ постао је 1942. године. Учесник је Битке на Сутјесци.
У рату је обављао више дужности. Почетком рата био је борац врточке чете, односно борац 2. чете 1. батаљона Треће крајишке бригаде. Крајем рата био је командир артиљеријске батерије. Из рата је изишао као командант артиљеријског дивизиона, са чином поручника.
Након рата служио је као официр у ЈНА. Пензионисан је у чину потпуковника.
Више пута је одликован. Носилац је Партизанске споменице 1941.
Са породицом је живио у Новом Саду. У Новом Саду је и умро.